# 埃弗拉因·戈登堡
埃弗拉因·戈登堡·施赖伯（西班牙語：Efraín Goldenberg Schreiber，1929年12月28日—），20世纪90年代任秘鲁财政部长、外交部长和总理。

## 早年生活
戈登堡于1929年12月28日出生在秘鲁利马的罗马尼亚裔犹太移民家庭。他在塔拉拉长大，就读于国立圣马尔科斯大学。

## 政治生涯
1994年2月17日，时任总统为阿尔韦托·藤森，戈登堡宣誓就任秘鲁总理，任期至1995年。此前曾任秘鲁外交部长（1993年8月28日至1995年）。1999年10月10日，任秘鲁财政部长。